# 利別駅
利別駅（としべつえき）は、北海道中川郡池田町字利別西町にある北海道旅客鉄道（JR北海道）根室本線の駅である。駅番号はK35。電報略号はトシ。事務管理コードは▲110420。

## 歴史

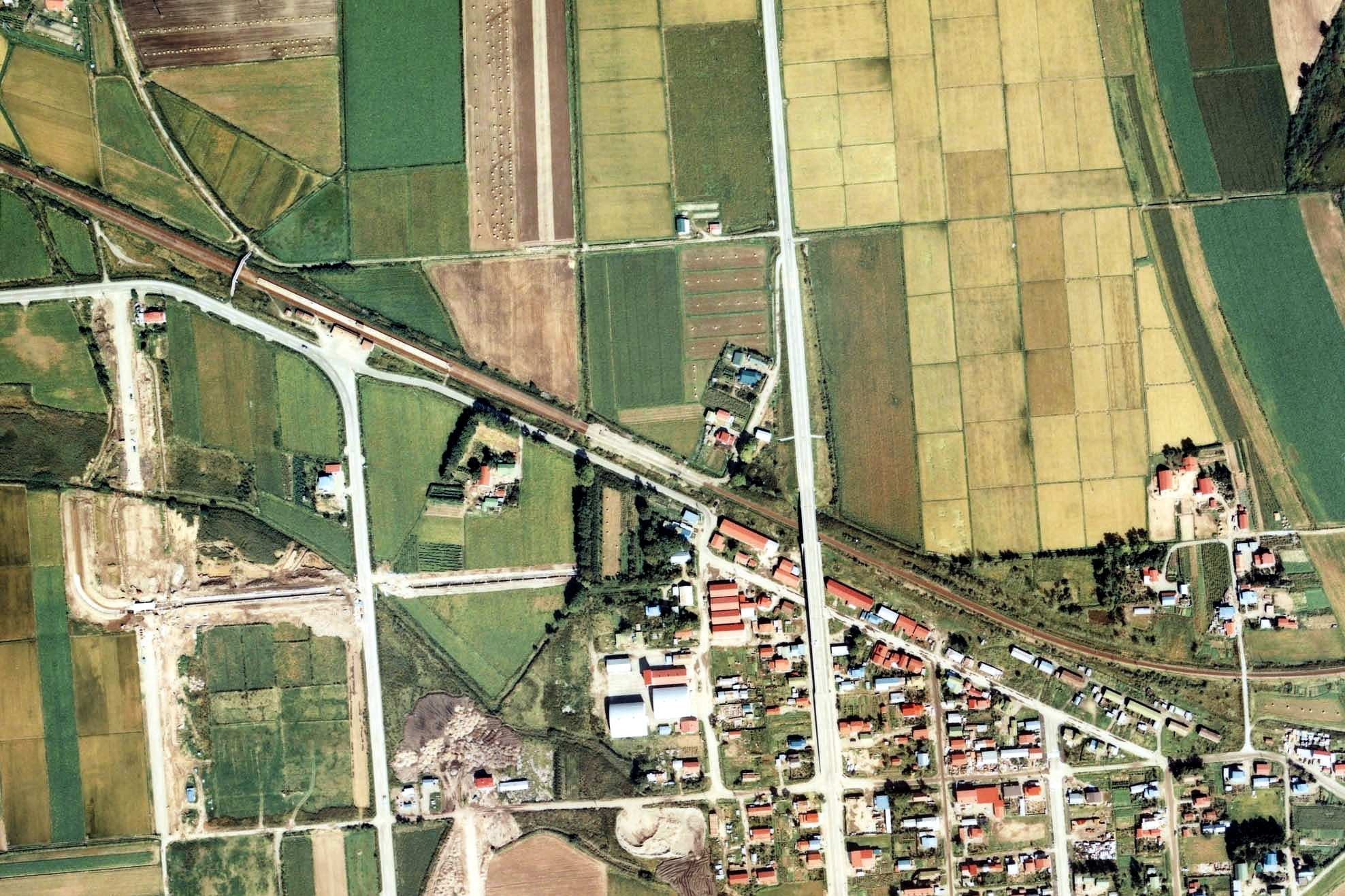
1977年の利別駅と周囲約666m×1km範囲。右が根室方面。右側の市街地側に旧駅と旧線の跡が残っている。利別川を間に挟んだ当駅と池田駅間の線形はRが厳しかったため、過去にも池田側で修正されているが、1967年の大規模な線形変更により、駅も市街から離れてしまった。ちなみに、左上の歩行者用跨線橋辺りから上へカーブして行く細道は、かつて北の豊田地区の四線川山間に設けられていた旧陸軍第1飛行師団（緑ヶ丘飛行場（旧帯広空港、現陸上自衛隊十勝飛行場）を拠点としていた）所属の修理工場へ向かっていた軍用線の軌道跡。

### 年表
- 1904年（明治37年）12月15日：北海道官設鉄道の駅として開業[4]。一般駅[1]。
  - この時点では滝川起点203 k 870m 地点に設置されていた[5]。
- 1905年（明治38年）4月1日：官設鉄道に移管[1]。
- 1944年（昭和19年）：帯広緑ヶ丘飛行場（旧帯広空港）から陸軍第1飛行師団の修理工場が疎開して第6野戦航空修理廠を設置。軍用線を敷設。
- 1967年（昭和42年）
  - 8月1日：貨物取扱を廃止し旅客駅となる[6][7]。
  - 11月1日：滝川方に約630m移転（滝川起点203 k 300 m 地点）。駅舎を新築[8][6][5][7]。
    - 前年4月に着工した利別川橋梁の老朽化及び利別川の河川改良に伴う利別川橋梁の改築に伴い、堤防新設に伴う取り付け勾配の関係で、移転と旅客駅化を余儀なくされた（移転費・駅舎新築に6,800万円）[5][7]。新・利別川橋梁は移転2年後の1969年（昭和44年）8月から供用を開始している[5]。
- 1971年（昭和46年）
  - 8月1日：根室本線昭栄信号場 - 新富士駅間CTC化[6]。
  - 10月2日：業務委託駅化[6]。
- 1984年（昭和59年）
  - 2月1日：荷物取扱い廃止[1]。
  - 12月1日：無人化[9][6]。
- 1987年（昭和62年）4月1日：国鉄分割民営化により、北海道旅客鉄道（JR北海道）の駅となる[1]。
- 1996年（平成8年）度：石勝線・根室線高速化工事に伴い同年度に分岐器を弾性分岐器に交換[10]。

### 駅名の由来
旧地名「利別太」より。

## 駅構造
池田駅管理の無人駅。島式ホーム1面2線の地上駅。1線スルー化はされていない。2番線は上り列車も使用可能であるが、通常は下り列車のみの使用である。構内踏切が滝川方にあり、そのまま、駅本屋を通らずに外に出られる。
駅舎は1967年（昭和42年）の移転に伴い新築されたもので、鉄筋コンクリート造平屋（130㎡）である。
移設前の旧駅は、国鉄では一般的な単式と島式の複合ホーム2面3線で、駅舎横幕別側に貨物ホームと引込線を有していた。

### のりば
| 番線 | 路線      | 方向 | 行先           |
| ---- | --------- | ---- | -------------- |
| 1    | ■根室本線 | 上り | 帯広・新得方面 |
| 2    | ■根室本線 | 下り | 池田・釧路方面 |

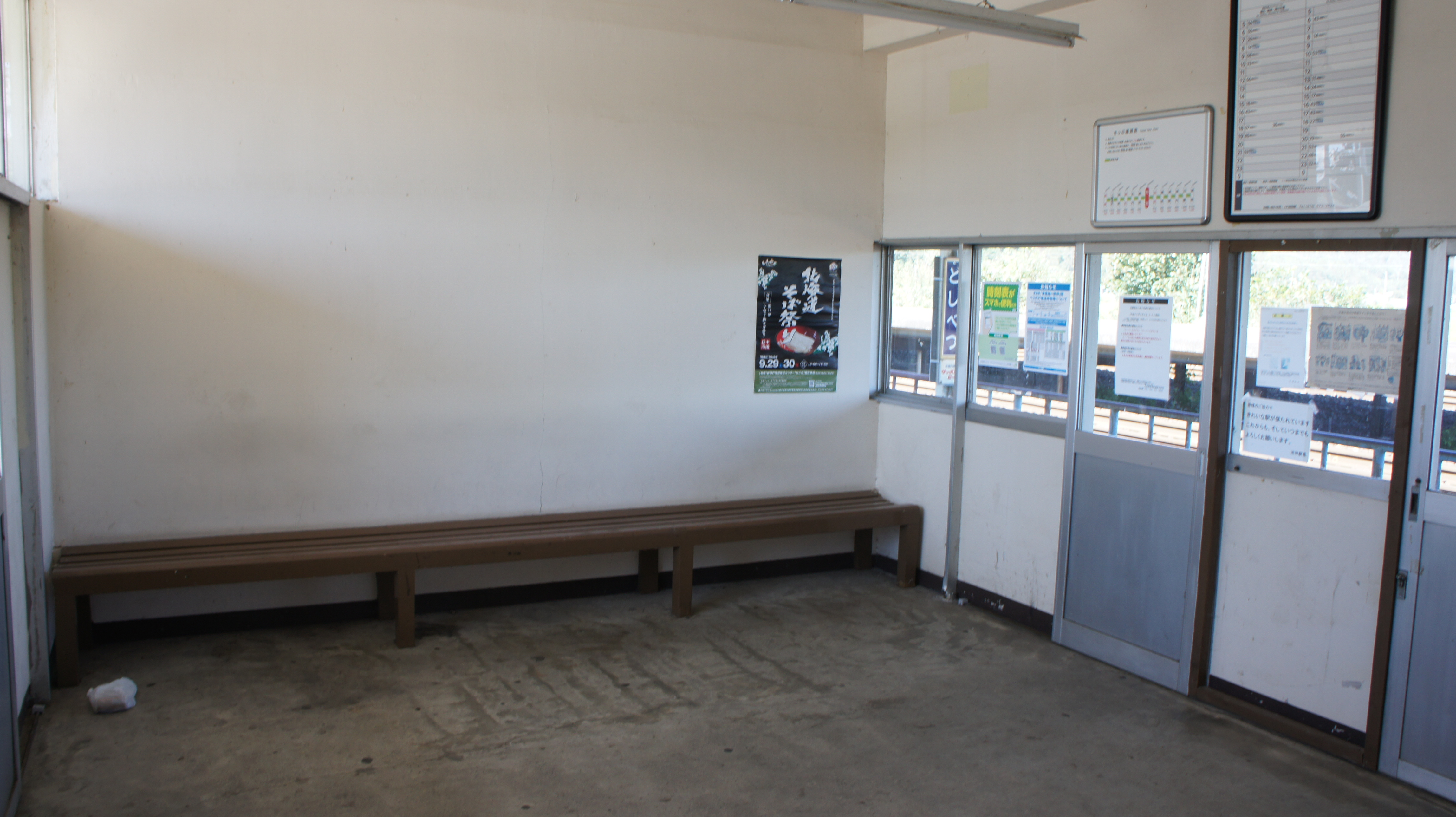
待合室（2018年9月）
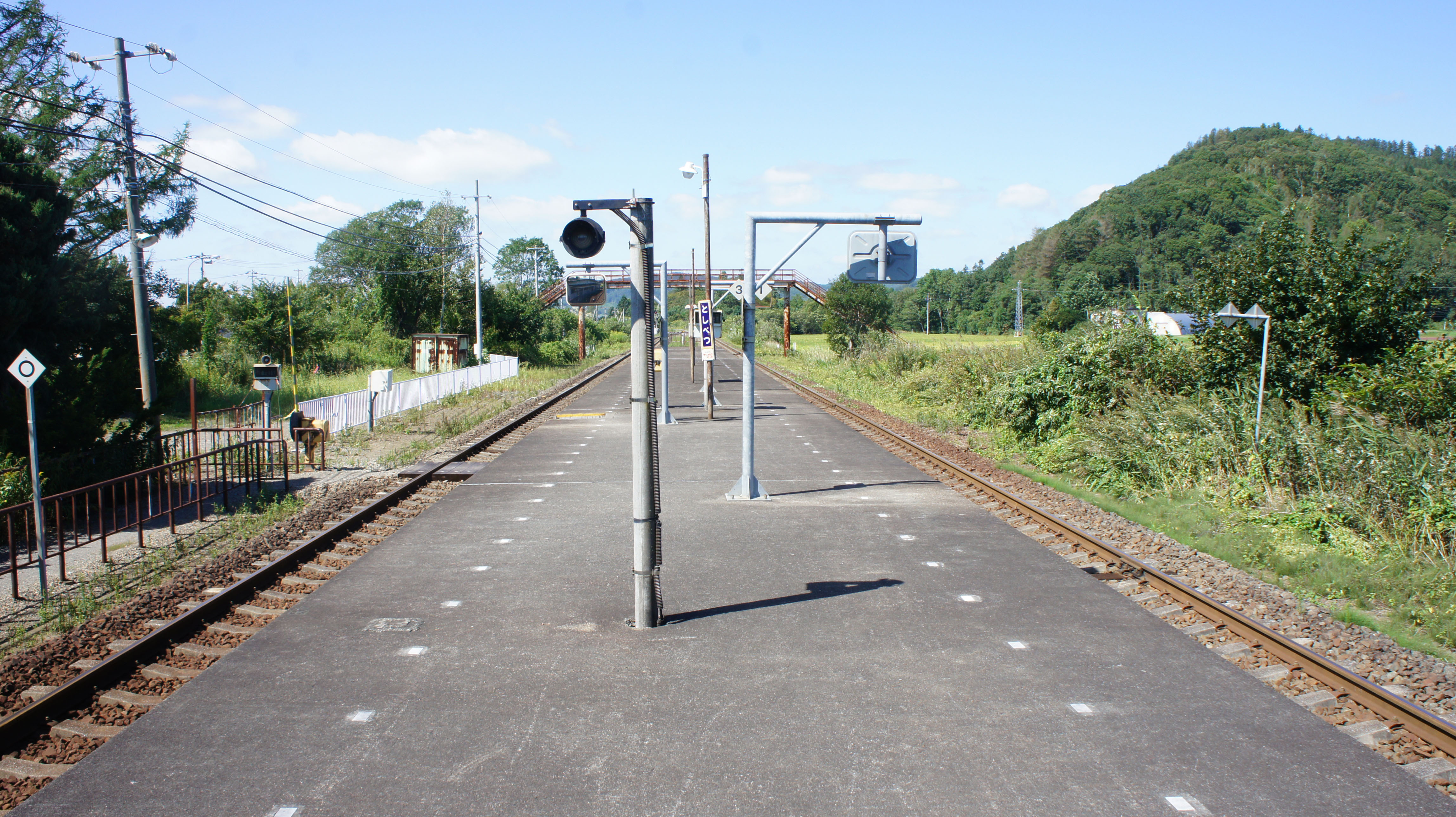
ホーム（2018年9月）
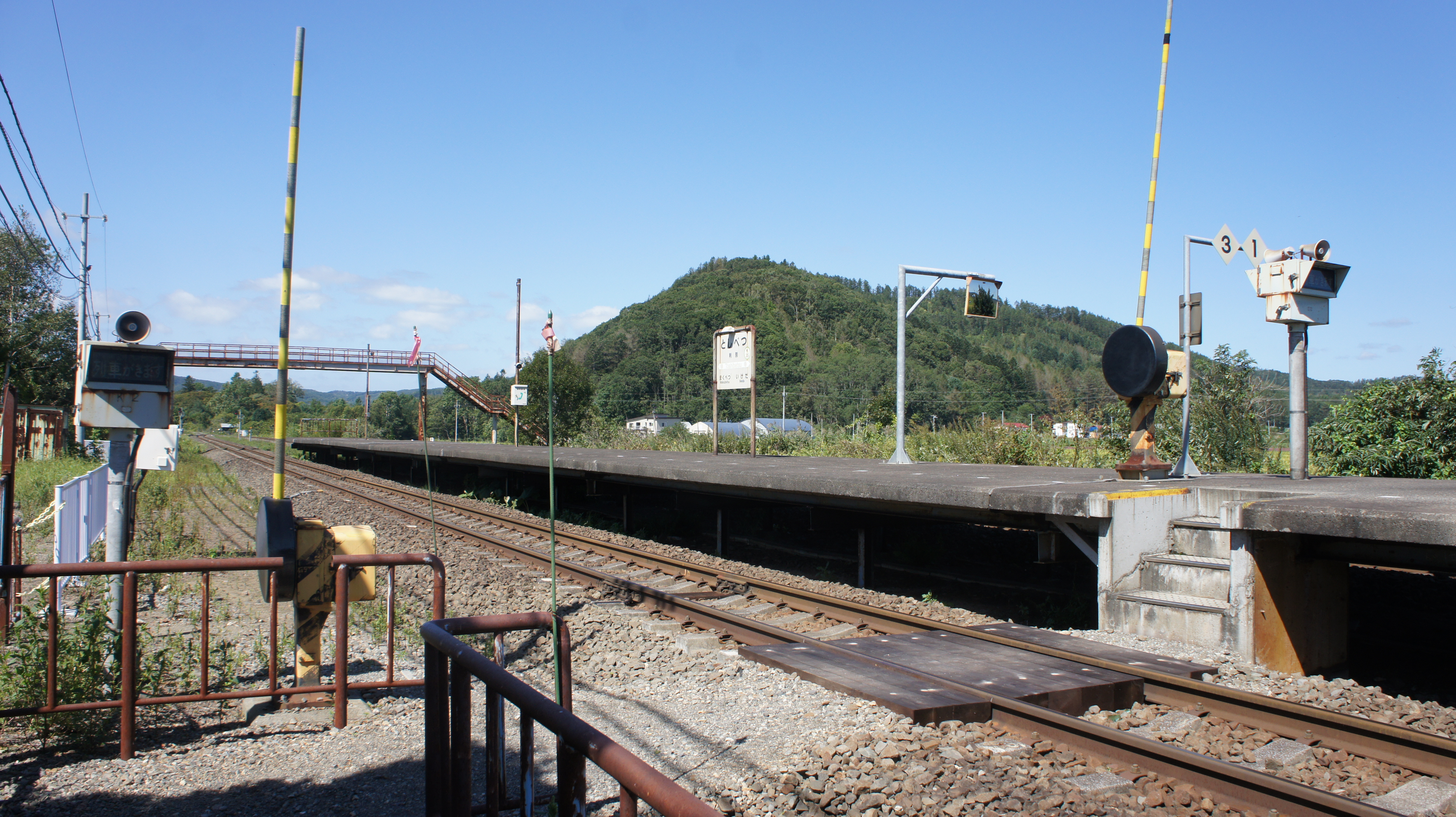
構内踏切（2018年9月）

## 利用状況
1日の平均乗降人員は以下の通りである。
| 乗降人員推移 | 乗降人員推移 |
| 年度         | 1日平均人数  |
| ------------ | ------------ |
| 2011         | 58           |
| 2012         | 60           |
| 2013         | 62           |
| 2014         | 58           |

## 駅周辺
南側に利別の市街地が広がり、住宅が多い。北側は主に畑となっている。
利別（旧名：利別太）は十勝川と利別川の合流点にあたり、十勝地方の和人による開拓においては水運による物資輸送の中継地点として大きく栄えた場所であり、凋寒村（池田町の前身）の役場や学校も置かれていた。鉄道開通直後の1906年（明治39年）末当時の凋寒村の人口は7,165人であり、同時点の帯広町の人口（4,249人）をも凌ぐ、十勝1位の規模であった。
しかし、当初予定されていた網走線（のちの池北線→ふるさと銀河線）の分岐が着工時に利別から池田に変更となったことや、鉄道開通で水運が衰退してしまったことが影響し、現在の池田市街が急速に発展する一方で、利別市街は没落した経緯を持つ。
- 国道242号
- 池田警察署利別駐在所
- 利別郵便局
- 十勝池田町農業協同組合（JA十勝池田町）本所
- 池田町立利別小学校
- 十勝バス「利別33号」停留所（国道242号線沿い）

## 隣の駅
北海道旅客鉄道（JR北海道）
■根室本線
幕別駅 (K34) - 利別駅 (K35) - 池田駅 (K36)